# Kladnjice
Kladnjice (1991-ig Kladnice) falu Horvátországban Split-Dalmácia megyében. Közigazgatásilag Lećevicához tartozik.

## Fekvése
Splittől légvonalban 21, közúton 40 km-re északnyugatra, Trogirtól légvonalban 17, közúton 31 km-re északra, községközpontjától 6 km-re északnyugatra, Dalmácia középső részén fekszik.

## Története
Területén már a történelem előtti időben éltek emberek, ezt igazolja a Lovreč nevű magaslaton található ókori várrom. A középkorban ez a terület a zagorai grófsághoz tartozott. A 16. században elpusztította a török, maradék lakossága elmenekült. A 17. század végén a töröktől való felszabadulás után a čvrljevoi plébánia falvai közé tartozott. A plébániának 1762-ig Kladnjicén volt a központja, itt lakott a plébános is. A templomot 1740-ben építették. A régi plébániaháznak ma már csak a romjai találhatók. 1797-ben a Velencei Köztársaság megszűnésével a település a Habsburg Birodalom része lett. 1806-ban Napóleon csapatai foglalták el és 1813-ig francia uralom alatt állt. Napóleon bukása után ismét Habsburg uralom következett, mely az első világháború végéig tartott. 1857-ben 496, 1910-ben 719 lakosa volt. Az I. világháború után rövid ideig az Olasz Királyság, ezután a Szerb-Horvát-Szlovén Királyság, majd Jugoszlávia része lett. A második világháború idején olasz csapatok szállták meg. Lakossága 2011-ben 142 fő volt, akik főként mezőgazdaságból és állattartásból éltek.

## Lakosság
| Lakosság változása | Lakosság változása | Lakosság változása | Lakosság változása | Lakosság változása | Lakosság változása | Lakosság változása | Lakosság változása | Lakosság változása | Lakosság változása | Lakosság változása | Lakosság változása | Lakosság változása | Lakosság változása | Lakosság változása | Lakosság változása |
| ------------------ | ------------------ | ------------------ | ------------------ | ------------------ | ------------------ | ------------------ | ------------------ | ------------------ | ------------------ | ------------------ | ------------------ | ------------------ | ------------------ | ------------------ | ------------------ |
| 1857               | 1869               | 1880               | 1890               | 1900               | 1910               | 1921               | 1931               | 1948               | 1953               | 1961               | 1971               | 1981               | 1991               | 2001               | 2011               |
| 496                | 553                | 623                | 656                | 701                | 719                | 754                | 776                | 814                | 802                | 725                | 664                | 440                | 318                | 227                | 142                |

## Nevezetességei
Szent Fülöp és Jakab apostolok tiszteletére szentelt temploma egy kis magaslaton áll. A templomot 1740-ben építették, de egy villámcsapás súlyosan megrongálta. Ezután a püspök leírása szerint a kladnjiceiek helyben kitermelt kőből egy még szebb templomot építettek. Egyhajós épület, homlokzatán négyágú rozettával, a bejárat mellett két kis ablakkal. A díszes harangtoronyban három harang található. A homlokzat elé átriumot építettek a kültéri misék számára, de lehetséges, hogy ez még a régi templomból maradt meg. Az apszisban áll a fából faragott oltár egyedülálló faragással és Szent Jakab szobrával (tiroli  munka). A tabernákulumon ezüst körmeneti kereszt áll, velencei munka a 18. századból. A diadalívnél Szűz Mária és Szent Fülöp apostol szobrai láthatók. A templom hangosítása és klimatizálása nemrég készült el. Ivica Parčina helyi képzőművész két vászonra festett képet adományozott a templomnak, melyek a Gyógyító boldogasszonyt és Szent Pétert ábrázolják. Ugyanő restaurálta Szűz Mária, Szent Jakab és Szent Fülöp szobrát is. A templom körül temető található.